# Équipe cycliste Thüringer Energie

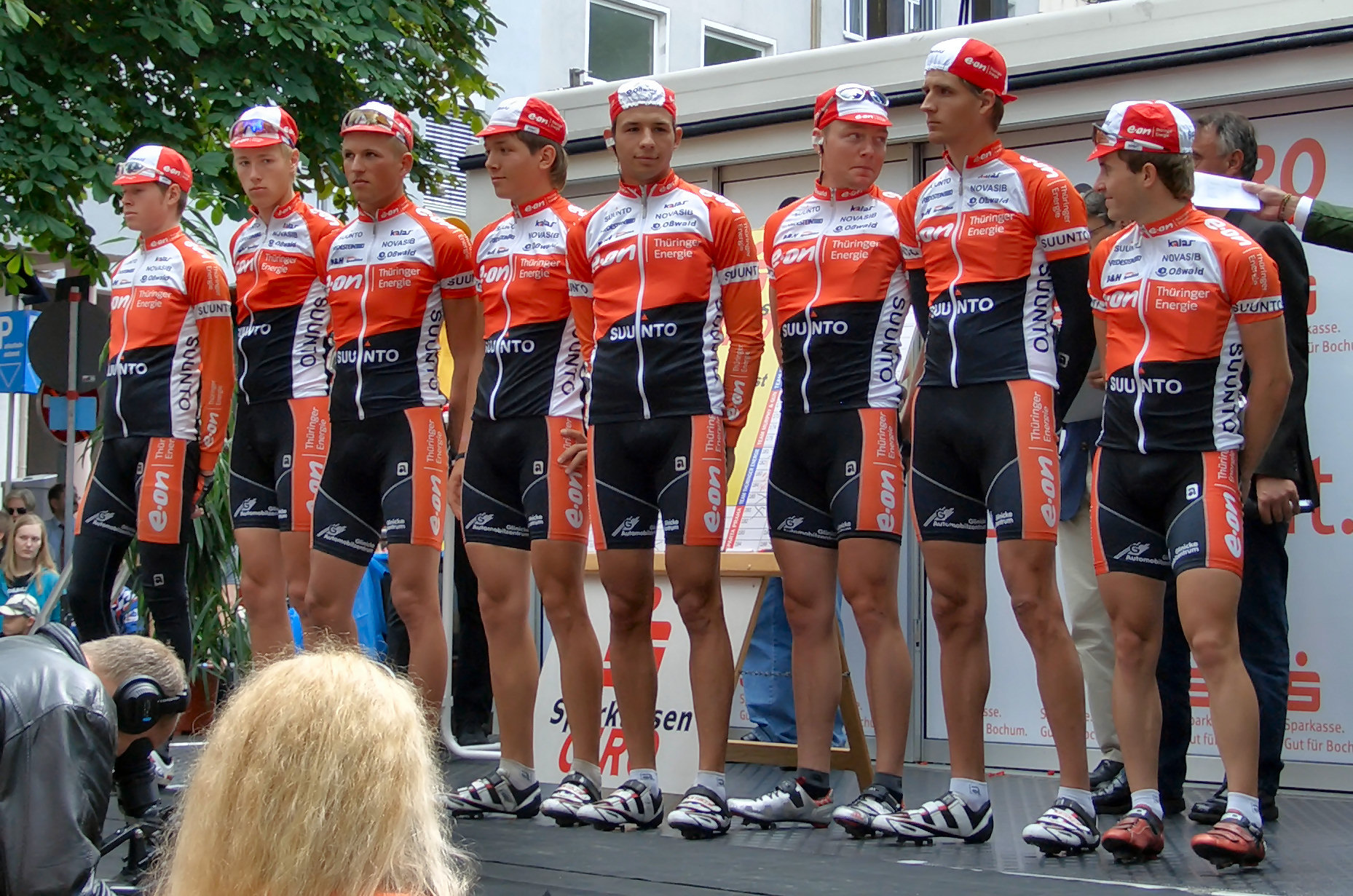
L'équipe en 2006

L'équipe cycliste Thüringer Energie est une  équipe cycliste allemande, active de 2006 à 2013. Durant son existence, elle court avec une licence d'équipe continentale et participe aux circuits continentaux de cyclisme et en particulier l'UCI Europe Tour.
L'équipe a notamment servi de tremplin aux sprinteurs allemands Marcel Kittel et John Degenkolb, ainsi qu'au multiple champion du monde Tony Martin.

## Principales victoires

### Courses d'un jour
- Memorial Davide Fardelli : Marcel Kittel (2008)
- Völkermarkter Radsporttage : Nico Graf (2006)
- Coppa Città di Asti : Tony Martin (2007)

### Courses par étapes
- Tour de Thuringe : Tony Martin (2006), Patrick Gretsch (2008) et John Degenkolb (2010)
- Mainfranken-Tour : Sebastian Schwager (2006) et Sebastian May (2009)
- FBD Insurance Rás : Tony Martin (2007)
- Tour de Berlin : Jasha Sütterlin (2011)

### Championnats nationaux
- Championnats d'Allemagne : 1
  - Contre-la-montre espoirs : 2013 (Jasha Sütterlin)

## Classements UCI
L'équipe participe aux épreuves des circuits continentaux et principalement les courses du calendrier de l'UCI Europe Tour. Le tableau ci-dessous présente les classements de l'équipe sur les circuits, ainsi que son meilleur coureur au classement individuel. 
UCI Europe Tour
| Saison | Classement par équipes | Meilleur coureur au classement individuel |
| ------ | ---------------------- | ----------------------------------------- |
| 2006   | 69e                    | Tony Martin (185e)                        |
| 2007   | 49e                    | Tony Martin (36e)                         |
| 2008   | 56e                    | John Degenkolb (149e)                     |
| 2009   | 56e                    | John Degenkolb (295e)                     |
| 2010   | 49e                    | John Degenkolb (69e)                      |
| 2011   | 70e                    | Jasha Sütterlin (254e)                    |
| 2012   | 93e                    | Ralf Matzka (372e)                        |
| 2013   | 88e                    | Jasha Sütterlin (223e)                    |

UCI Oceania Tour
| Saison | Classement par équipes | Meilleur coureur au classement individuel |
| ------ | ---------------------- | ----------------------------------------- |
| 2010   | 7e                     | John Degenkolb (8e)                       |
| 2013   | 9e                     | Alex Frame (38e)                          |

## Thüringer Energie en 2013[2]

### Effectif
| Cycliste              | Date de naissance | Nationalité      | Équipe 2012               |
| --------------------- | ----------------- | ---------------- | ------------------------- |
| Marcel Barth          | 22.05.1986        | Allemagne        | Thüringer Energie         |
| Jan Brockhoff         | 03.12.1994        | Allemagne        |                           |
| Jack Cummings         | 02.01.1994        | Australie        |                           |
| Alex Frame            | 18.06.1993        | Nouvelle-Zélande |                           |
| Nikodemus Holler      | 04.05.1991        | Allemagne        | Specialized Concept Store |
| Maximilian Schachmann | 09.01.1994        | Allemagne        |                           |
| Moritz Schaffner      | 15.10.1993        | Allemagne        | Thüringer Energie         |
| Jasha Sütterlin       | 04.11.1992        | Allemagne        | Thüringer Energie         |
| Fabian Thiel          | 06.01.1992        | Allemagne        | Thüringer Energie         |

### Victoires
| Date       | Course                                              | Pays      | Classe | Vainqueur       |
| ---------- | --------------------------------------------------- | --------- | ------ | --------------- |
| 21/06/2013 | Championnat d'Allemagne du contre-la-montre espoirs | Allemagne | CN     | Jasha Sütterlin |
| 09/07/2013 | Prologue du Tour de la Vallée d'Aoste               | Italie    | 2.2U   | Jasha Sütterlin |
| 14/07/2013 | 5e étape du Tour de la Vallée d'Aoste               | Italie    | 2.2U   | Jasha Sütterlin |